# Сацаксит, Ванчалеарм
Ванчалеарм Сацаксит (тайск. วันเฉลิม สัตย์ศักดิ์สิทธิ์; род. 11 августа 1982 года) — тайский продемократический активист и политический эмигрант. Был активистом за права человека в Таиланде, а также защищающим права заражённых ВИЧ в разных странах. Согласно отчёту, опубликованному в 2015 году, Ванчалеарм обвиняется в совершении оскорбления величества, из-за чего ему пришлось найти убежище в Лаосе.
Ванчалеарм Сацаксит был похищен вооруженными людьми возле своего дома в Пномпене, Камбоджа 4 июня 2020 года. После того, как новость и записи с камер видеонаблюдения были опубликованы изданием «Prachatai», тайские пользователи сети и другие лица призвали правительства Таиланда и Камбоджи принять меры в связи с его исчезновением.

## Биография
Ванчалеарм родился в провинции Убонратчатхани и окончил факультет политических наук Университета Рамакхамхаенг. Он был координатором Youth Activity for Community and Society Centre (Y-act), а также членом Молодёжного института партии «Пхыа Тхаи». Во время тайского политического кризиса 2013–2014 годов он был назначен тогдашним заместителем премьер-министра Чалермом Юбамрунгом сотрудником по связям с общественностью. В какой-то момент он работал в команде по связям с общественностью министра транспорта Чатчата Ситтипана, ставшего впоследствии мэром Бангкока. Утверждается, что он был человеком, который сделал культовое фото министра, идущего босиком в храм в провинции Сурин, которое позже стало интернет-мемом.
После военного переворота 2014 года ему было предъявлено обвинение в том, что он не явился по вызову хунты. В 2015 году его обвинили в оскорблении величества, а в 2018 году, ему было предъявлено обвинение за публикацию в Facebook поста с критикой премьер-министра Праюта Чан-Очи.

## Похищение

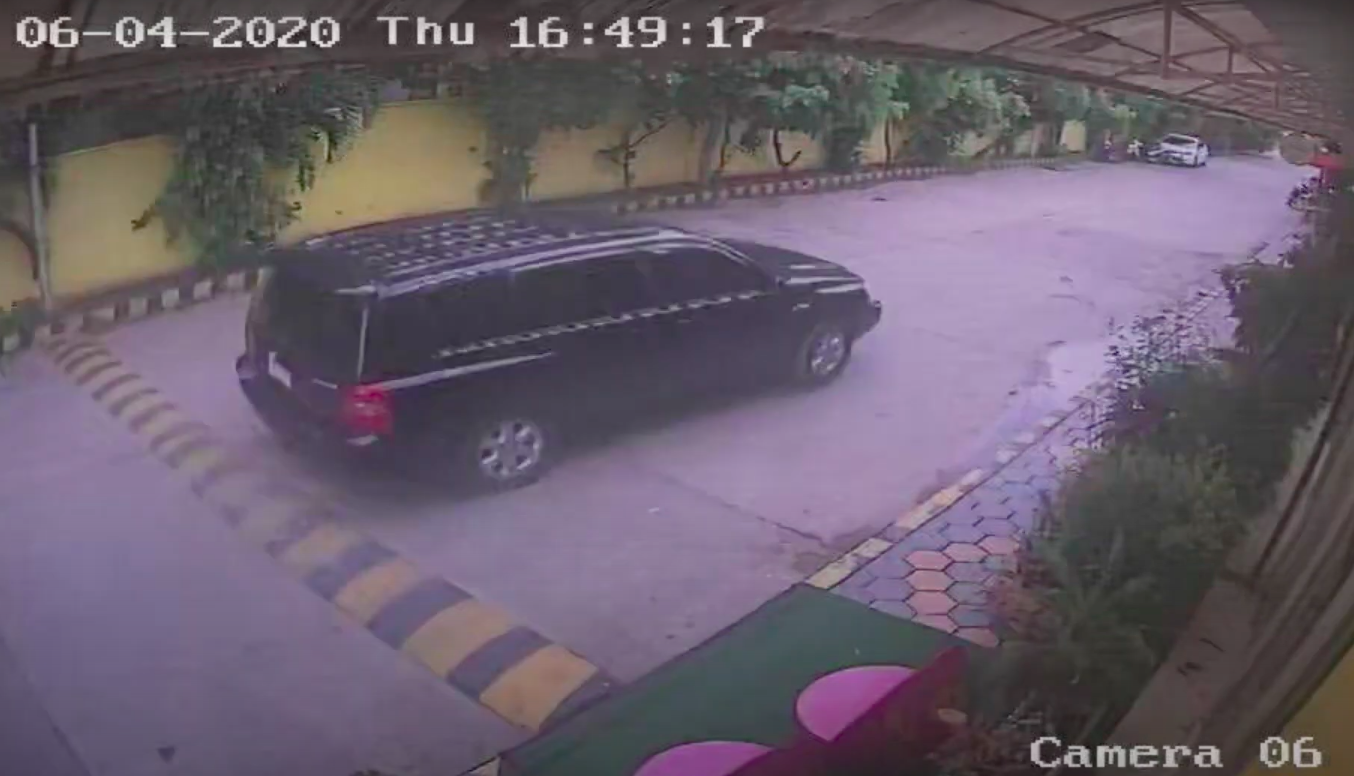
Ванчалеарм Сацаксит похищен в чёрном фургоне

Тайская некоммерческая онлайн-газета «Prachatai» сообщила, что Ванчалеарм был похищен около своего дома в Пномпене, Камбоджа, 4 июня 2020 года в 17:54 (ICT). Охранник попытался помочь ему, но вооружённые нападавшие отговорили его. Ванчалеарм разговаривал по телефону, когда его похитили, и произнёс слова «Ой! Я не могу дышать», прежде чем линия была прервана.
Полиция Камбоджи сначала отказалась расследовать инцидент и заявила, что ничего о нём не знает, назвав случившееся «фейковой новостью».

### Активизм
Большинство комментаторов думали, что это был случай насильственного исчезновения, совершённого правительством Таиланда или Камбоджи, учитывая, что Ванчалеарм резко критиковал премьер-министра Праюта Чан-Очу на своей странице в Facebook после переворота 2014 года. 
Общественное беспокойство выросло после исчезновения. Комитет по правам человека ООН сообщил «Би-би-си», что следит за этим делом и пытается провести расследование. Human Rights Watch и Amnesty International потребовали от правительства Камбоджи расследовать исчезновение активиста. Наконец, 9 июня камбоджийские власти уступили и объявили, что будут расследовать исчезновение. The Mirror Foundation, и ряд студенческих ассоциаций сделали заявления, призывающие правительства двух стран принять меры.
11 июня 2020 года Рабочая группа ООН по насильственным или недобровольным исчезновениям обратилась к правительству Камбоджи с просьбой принять срочные меры по этому делу. Петиция была подана в соответствии с Международной конвенцией для защиты всех лиц от насильственных исчезновений, ратифицированной в том числе и Камбоджей. Комитет потребовал, чтобы Камбоджа как государственный субъект представила список действий, предпринятых по делу, до 24 июня 2020 года.
11 августа 2020 года семья Ванчалеарма и Amnesty International Thailand посетили посольство Камбоджи в Бангкоке и запросили встречу с послом Камбоджи в Таиланде, чтобы получить отчёт о ходе работы.

### Реакция тайского правительства
Тридцать офицеров в форме и под прикрытием арестовали четырёх студентов тайского университета у Монумента демократии 9 июня 2020 года. Студенты, протестовавшие против похищения Ванчалеарма Сацаксита, завязывали белые ленточки в общественных местах Бангкока, призывая к правосудию по этому делу. Студентам было предъявлено обвинение в нарушении раздела 12 Закона 1992 о поддержании чистоты и порядка в стране, в котором говорится, что «никто не должен сдирать, колоть, царапать, писать, распылять краску или каким-либо образом создавать сообщения в общественных местах». Нарушители могут быть оштрафованы на сумму до 5 000 бат. Они также были задержаны за неспособность предъявить удостоверение личности в соответствии с требованиями Закона о национальном удостоверении личности. Активистам, остановленным перед министерством обороны 10 солдатами, заявили, что их акция запрещена, так как «она носила символический характер». Издание «Bangkok Post» задалось вопросом: «...почему полиции пришлось пресекать символическую деятельность, поскольку она не причиняла ущерба общественному имуществу и вряд ли могла вызвать проблемы среди широкой публики... несоразмерная цена за поддержание чистоты в городе, особенно если в результате общественное внимание будет усилено попытками правительства задушить свободу слова».
Министр иностранных дел Таиланда Дон Прамудвинай заявил 10 июня, что Ванчалеарм Сацаксит не имеет статуса политического беженца, поэтому Таиланд ничего не может сделать, кроме как ждать, пока Камбоджа завершит своё расследование. Он сказал, что Таиланд может только попросить Камбоджу принять меры по этому делу. «Мы не можем строить предположения о его местонахождении, пока не получим ответ [из Камбоджи]», — сказал министр.